# Robert Baldwin
Pour les articles homonymes, voir Robert Baldwin (homonymie) et Baldwin.
Robert Baldwin, né le 12 mai 1804 à Toronto (à ce moment appelée York) et mort le 9 décembre 1858 dans cette même ville, est un homme politique canadien. Il fut premier ministre de la province ouest du Canada-Uni de 1842 à 1843 et de 1848 à 1851.

## Biographie

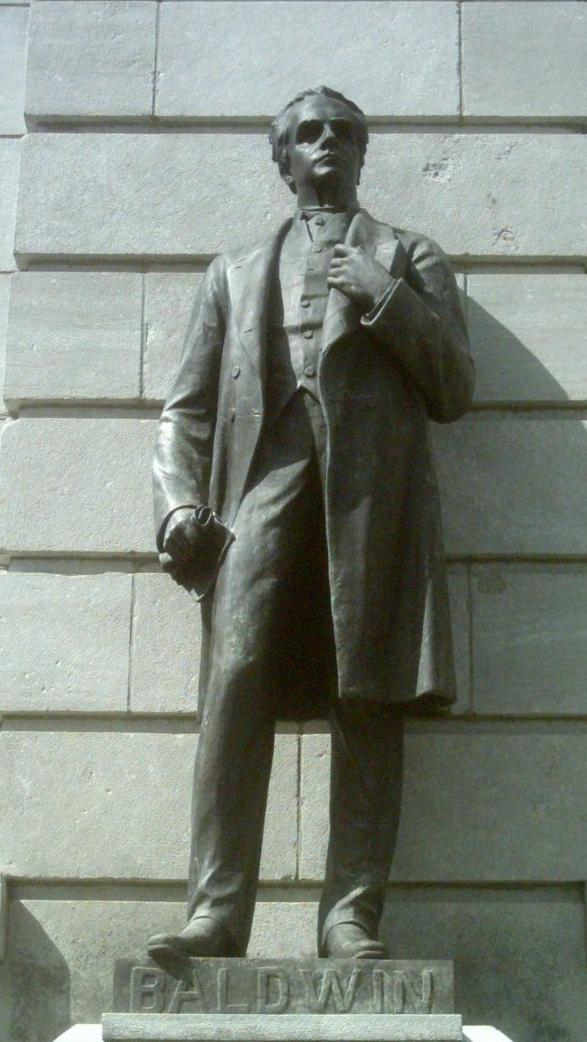
Robert Baldwin (1804-1858), statue de la façade de l'hôtel du Parlement, Québec

### Enfance et formation
Robert Baldwin est le premier fils de William Warren Baldwin (en) et de Margaret Phoebe Willcocks. Il a deux jeunes frères, Henry et Quetton St George, respectivement morts en 1820 et en 1829. Baldwin fait ses études à l'école de John Strachan.

### Carrière
Baldwin est admis au barreau le 20 juin 1825. Avocat et homme politique du Parti réformiste, il est, avec Louis-Hippolyte La Fontaine, un défenseur de la responsabilité ministérielle, principe selon lequel les ministres rendent compte de leur administration devant les députés élus du Parlement plutôt qu'au roi ou au gouverneur. En 1853, il représente le district électoral de Rimouski dans le Parlement du Canada-Uni. (Source: Assemblée Nationale du Québec)

### Vie de famille
Au début de l'année 1825, il tombe amoureux de sa cousine germaine Augusta Elizabeth Sullivan. Ils se marièrent le 31 mai 1827 et eurent quatre enfants, deux filles et deux fils.